# Szilvásvárad (nádraží)
Szilvásvárad je železniční stanice v maďarské obci Szilvásvárad, která se nachází v župě Heves. Stanice byla otevřena v roce 1908, kdy byla zprovozněna trať mezi Egerem a Putnokem.

## Provozní informace
Stanice má celkem 2 nástupní hrany. Ve stanici není možnost zakoupení si jízdenky. Provozuje ji společnost MÁV.

## Doprava
Končí zde osobní vlaky z Egeru.

## Tratě
Stanicí prochází tato trať:
- Eger–Szilvásvárad–Putnok (MÁV 87)